# Блэкберн, Фаррен
Фаррен Блэкберн — британский режиссёр кино и телевидения, сценарист. В число его работ входят молодёжная история любви Netflix «Невинные», французско-англоязычный психологический триллер «Закрыто» с Наоми Уоттс в главной роли, сериалы Netflix и Marvel «Сорвиголова», «Железный кулак» и «Защитники».

## Биография
Фаррен Блэкберн работал в кинобизнесе на различных ролях с начала тысячелетия. Сначала он работал сценаристом и режиссёром в нескольких короткометражных фильмах, а затем работал режиссёром в документальном сериале «Панорама» в 2004 году. Затем он работал в качестве режиссёра во многих других телесериалах в Великобритании и США. Вместе со своими коллегами Сьюзан Хогг, Кэролайн Скиннер и Джеком Торном он получил премию BAFTA в 2012 году в категории «Лучший драматический сериал» за телесериал «Увядание».
С этим ценным опытом Блэкберн снял свой первый собственный фильм в 2013 году в качестве режиссёра с приключенческим и историческим фильмом «Молот богов» с Чарли Бьюли и Александрой Даулинг в главных ролях. В 2016 году вышел франко-канадский триллер «Взаперти», в котором сыграли Наоми Уоттс, Оливер Платт и Чарли Хитон.
Фаррен Блэкберн женат на актрисе Вероне Джозеф, у них две дочери и один сын.

## Фильмография
- 2011: «The Fades»
- 2011, 2013: «Доктор Кто»
- 2013: «Hammer of the Gods»
- 2013: «Luther»
- 2014: «Мушкетёры»
- 2015: «Сорвиголова»
- 2015: «The Interceptor»
- 2016: «Взаперти»
- 2017: «Железный кулак»
- 2017: «Защитники»
- 2018: «The Innocents»
- 2020: «A Discovery of Witches»
- 2023: «Зимний король»